# Diocesi di Dundee
La diocesi di Dundee (in latino Dioecesis Dundeensis) è una sede della Chiesa cattolica in Sudafrica suffraganea dell'arcidiocesi di Durban. Nel 2021 contava 268.470 battezzati su 1.813.540 abitanti. È retta dal vescovo Thomas Graham Rose.

## Territorio
La diocesi comprende le seguenti unità amministrative del Sudafrica: Ermelo, Standerton, Bethal, Piet Retief, Amersfoort, Volksrust, Wakkerstroom in Mpumalangaand Newcastle, Utrecht, Dundee, Klip River e Msinga nel KwaZulu-Natal.
Sede vescovile è la città di Dundee, dove si trova la cattedrale di San Francesco d'Assisi.
Il territorio è suddiviso in 28 parrocchie.

## Storia
La prefettura apostolica di Volksrust fu eretta il 23 giugno 1958 con la bolla In similitudinem di papa Pio XII, ricavandone il territorio dalla diocesi di Bremersdorp (oggi diocesi di Manzini), dall'arcidiocesi di Durban e dalla diocesi di Lydenburg (oggi diocesi di Witbank). La prefettura apostolica fu affidata alla provincia inglese dell'Ordine dei frati minori.
Il 19 novembre 1982 in forza della bolla Quandoquidem Ecclesia di papa Giovanni Paolo II la prefettura apostolica è stata elevata al rango di diocesi e ha assunto il nome attuale.
Dal 1985 la diocesi è gemellata con la diocesi di Brentwood.

## Cronotassi dei vescovi
Si omettono i periodi di sede vacante non superiori ai 2 anni o non storicamente accertati.
- Christopher Ulyatt, O.F.M. † (1958 - 1969 deceduto)
- Marius Joseph Banks, O.F.M. † (15 aprile 1969 - 1983 dimesso)
- Michael Vincent Paschal Rowland, O.F.M. † (17 marzo 1983 - 30 settembre 2005 ritirato)
  - Sede vacante (2005-2008)
- Thomas Graham Rose, dal 13 giugno 2008

## Statistiche
La diocesi nel 2021 su una popolazione di 1.813.540 persone contava 268.470 battezzati, corrispondenti al 14,8% del totale.
| anno | popolazione | popolazione | popolazione | presbiteri | presbiteri | presbiteri | presbiteri                | diaconi | religiosi | religiosi | parrocchie |
| anno | battezzati  | totale      | %           | numero     | secolari   | regolari   | battezzati per presbitero | diaconi | uomini    | donne     | parrocchie |
| ---- | ----------- | ----------- | ----------- | ---------- | ---------- | ---------- | ------------------------- | ------- | --------- | --------- | ---------- |
| 1970 | 28.000      | 500.000     | 5,6         | 19         | 1          | 18         | 1.473                     |         | 21        | 40        |            |
| 1980 | 53.500      | 1.028.000   | 5,2         | 25         |            | 25         | 2.140                     | 1       | 28        | 63        | 7          |
| 1990 | 61.600      | 1.281.600   | 4,8         | 29         | 3          | 26         | 2.124                     | 1       | 31        | 57        | 28         |
| 1999 | 75.291      | 1.467.579   | 5,1         | 28         | 9          | 19         | 2.688                     |         | 21        | 51        | 30         |
| 2000 | 73.061      | 1.504.482   | 4,9         | 24         | 9          | 15         | 3.044                     |         | 16        | 54        | 29         |
| 2001 | 74.274      | 1.510.150   | 4,9         | 24         | 9          | 15         | 3.094                     |         | 17        | 56        | 29         |
| 2002 | 78.725      | 1.687.160   | 4,7         | 24         | 7          | 17         | 3.280                     |         | 18        | 50        | 29         |
| 2003 | 75.146      | 1.681.715   | 4,5         | 25         | 9          | 16         | 3.005                     |         | 17        | 53        | 29         |
| 2004 | 75.375      | 1.711.715   | 4,4         | 24         | 8          | 16         | 3.140                     |         | 17        | 46        | 29         |
| 2006 | 83.421      | 1.688.000   | 4,9         | 30         | 12         | 18         | 2.780                     |         | 19        | 44        | 29         |
| 2013 | 199.118     | 1.704.000   | 11,7        | 27         | 13         | 14         | 7.374                     |         | 14        | 35        | 24         |
| 2016 | 248.100     | 1.680.458   | 14,8        | 33         | 15         | 18         | 7.518                     |         | 18        | 33        | 26         |
| 2019 | 261.000     | 1.763.150   | 14,8        | 36         | 21         | 15         | 7.250                     |         | 15        | 35        | 37         |
| 2021 | 268.470     | 1.813.540   | 14,8        | 31         | 19         | 12         | 8.660                     |         | 12        | 47        | 28         |